# Schlacht von Bergtheim

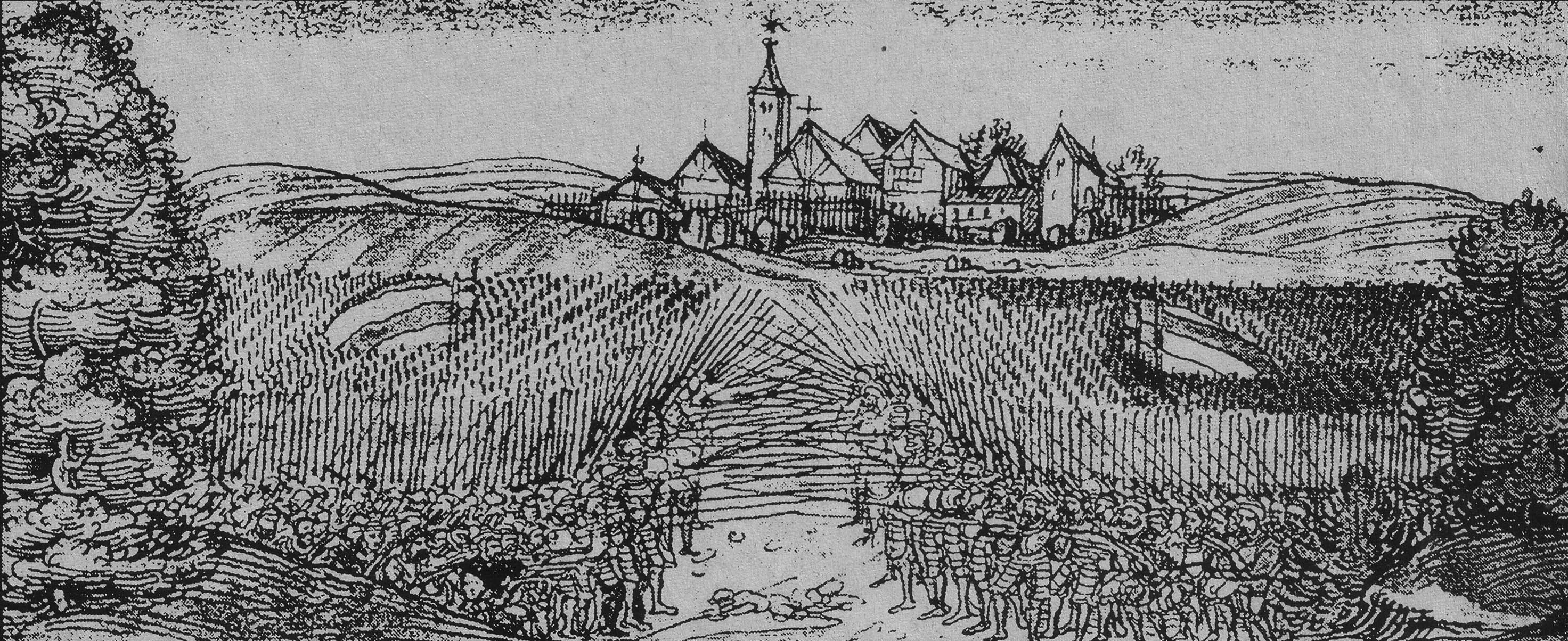
Die Schlacht von Bergtheim in einer zeitgenössischen Darstellung aus der Friesschen Chronik

Die Schlacht von Bergtheim oder Schlacht bei Bergtheim fand am 11. Januar 1400 (nach anderen Quellen am 4. Januar 1400) zwischen Truppen des Fürstbischofs von Würzburg, Gerhard von Schwarzburg, und einem Heer aufständischer hungernder Bürger und Bauern aus Würzburg und anderen Städten vor den Toren Bergtheims statt.

## Entwicklung des Konflikts
Zwischen Juli 1396 und 1399 schloss sich Würzburg mit den Städten des Hochstiftes Würzburg zum Elfstädtebund zusammen. Diese waren Arnstein, Bischofsheim an der Rhön, Ebern, Fladungen, Gerolzhofen, Haßfurt, Iphofen, Karlstadt, Königshofen im Grabfeld, Meiningen, Mellrichstadt, Neustadt an der Saale, Seßlach und Stadtschwarzach. Der Bund strebte die Reichsunmittelbarkeit an, da die Besteuerung durch das hochverschuldete Hochstift als ungerecht empfunden wurde. König Wenzel stellte im Oktober 1397 diese elf Städte unter seinen Schutz; gleichzeitig wurden sie den übrigen Reichsstädten gleichgestellt. In Würzburg wurde aus Begeisterung über den königlichen Schutz der Reichsadler an die Stadttore geschlagen und ein vergoldetes Wappenpaar auf den Giebel des Rathauses gesetzt. Die alten Rechte des Bischofs wurden jedoch von Wenzel bestätigt, und bereits zwei Jahre später forderte der König die Städte auf, dem Bischof zu huldigen. Die Spannungen führten dazu, dass der Bischof die Stadt mit dem Bann belegte, woraufhin Würzburger Bürger drei Geistliche aus dem Hause Schwarzburg gefangen nahmen. Bischof Gerhard von Schwarzburg konnte sich auf die Festung Marienberg retten, wo er zwei Wochen später von seinem Bruder Günther XXVII. befreit wurde. Von Schwarzburg hatte auch mit dem Bau einer Zwingburg begonnen, um die Bürger niederhalten zu können. Diese wurde allerdings von den Würzburgern schon im Ansatz zerstört.

## Schlacht von Bergtheim
Als die Spannungen zum Krieg führten, unterwarfen sich 1399 die Städte Meiningen und Ebern der Aufforderung des königlichen Stellvertreters Bořivoj von Svinař, während sich Haßfurt sieben Wochen lang verteidigen konnte. Würzburg wurde von den bischöflichen Truppen, die von den Grafen von Schwarzburg, den Grafen von Henneberg, den Burggrafen von Nürnberg sowie durch Truppen Herzog Ludwigs von Bayern unterstützt wurden, vom Nachschub abgeschnitten, sodass die Belagerten Hunger zu leiden hatten. Entgegen den Warnungen des Rates entschieden die Zünfte daraufhin, einen Ausfall zum vier Fußstunden entfernten Bergtheim zu wagen, da sich im dortigen befestigten Kirchhof die Kornvorräte des Domkapitels befanden. Der Ausfall des angeblich 3.000 Mann starken Bürgerheers fand dann in der Nacht zum 11. Januar 1400 (nach anderen Quellen in der Nacht zum 4. Januar 1400) statt.
Bischof Gerhard von Schwarzburg lag krank in der Wasserburg Werneck; durch Verrat erfuhr er jedoch von dem Vorhaben und ließ den Bergtheimer Kirchhof besetzen. Darüber hinaus schickte er unter dem Kommando von Dompropst Johann I. von Egloffstein und dem Ritter Wilhelm Geyer von Giebelstadt das Aufgebot seines Stiftadels, 650 bewaffnete Reiter, los.
Nachdem die Schlachtordnung der Aufständischen nach zwei Stunden Kampf bei der Verfolgung der Bischöflichen schon in der Auflösung begriffen war, traf ein Trupp von 62 Rittern und Edelknechten aus den Haßbergen auf dem Schlachtfeld ein. Mit dieser Verstärkung formierten sich die Truppen des Bischofs neu. Sie stimmten das Kreuzfahrerlied In Gottes Namen fahren wir an und nahmen erneut den Kampf auf, wobei nun der Großteil der Reiter abgestiegen war und zu Fuß kämpfte. Die Schlacht endete in einer Niederlage der Aufständischen, von denen etwa 1.100 fielen und etwa 400 in Gefangenschaft gerieten.

## Folgen der Schlacht
Die Wortführer der Aufständischen wurden geköpft oder im Main ertränkt. Vier Patrizier des Rates wurden gevierteilt und zur Abschreckung an den Stadttoren Würzburgs aufgehängt. Es waren dies Hans Weibler, Jakob vom Löwen, Seifried vom Rebstock und Hans von Erfurt. Da das Patriziat flüchtete und viele wohlhabende Bürger ebenfalls die Stadt verließen, erlitt Würzburg hierdurch herben wirtschaftlichen Schaden. So waren beispielsweise 1398 2.600 steuerpflichtige Bürger registriert, während es wenige Jahre nach der Schlacht von Bergtheim nur noch 1.400 waren. Außerdem musste finanzielle Wiedergutmachung geleistet werden.

## Literarische Aufarbeitung
Bernhard von Uissigheim kämpfte als Angehöriger des Ortsadels von Uissigheim auf der Seite der bischöflichen Streitmacht. Seine literarische Verarbeitung der Schlacht führte zur umfangreichsten politischen Ereignisdichtung des Spätmittelalters und der Frühen Neuzeit. Sein Gedicht mit etwa 2.200 Versen stellt die Aufständischen lächerlich dar und lässt sie als Verräter erscheinen, während der fränkische Adel positiv hervorgehoben wird. Die Dichtung reagiert auch auf Spottdichtungen der Gegenseite. 1525 wurde sie im Auftrag der Obrigkeit gedruckt; zuvor war sie nur in Handschrift vorhanden.
Die folgenden Auszüge beschreiben den Auszug der Aufständischen unter ihrem Hauptmann Kunz Steckrübe:
Ihr mancher war gewappnet wohl, /
auch war seine Blase Weines voll
sein Schild war ein Korb mit Miste, /
damit er Weib und Kinder friste, /
ein grober Filz sein Eisenhut
Brustblech und sein Harnischkapp /
und seiner Beckenhauben Schlapp /
das war eine Pfann mit Haberbrei